# Republikken Øvre Volta
Republikken Øvre Volta (fransk: République de Haute-Volta) blev oprettet den 11. december 1958, som en selvstyrende koloni i Fransk Vestafrika. Før republikken opnåede selvstændighed havde landet heddet Fransk Øvre Volta og var samtidig del af Den Franske Union. Den 5. august 1960 opnåede landet fuld uafhængighed fra Frankrig.
Thomas Sankara kom til magten ved et militært statskup den 4. august 1983. Efter kuppet, dannede han det nationale råd for Revolutionen (CNR), med ham selv som præsident. Under ledelse af Sankara blev navnet på staten ændret den 4. august 1984 fra Øvre Volta til Burkina Faso, der betyder "landet af hæderlige mennesker."
Navnet Øvre Volta viste, at landet indeholder den øverste del af Voltafloden. Floden er opdelt i tre dele, kaldet Sorte Volta, Hvide Volta og Røde Volta, og farverne på de nationale flag svarede til delene af floden.
12°06′N 1°42′V / 12.1°N 1.7°V